# Jardin aux Moines
Le Jardin aux Moines, appelé aussi Jardin des Tombes, est un tumulus situé à Néant-sur-Yvel dans le département français du Morbihan.

## Historique
L'existence de plusieurs tumulus aux confins des communes de Néant-sur-Yvel et Tréhorenteuc est mentionnée dès le milieu du XIXe siècle sous les noms de Jardin des Tombes ou  Butte aux Tombes. La première description détaillée est due à Cayot-Delandre en 1847 qui mentionne une dizaine de tumulus dont un correspond au Jardin aux Moines : « le plus remarquable des monuments druidiques de cette petite commune est une figure trapézoïdale de 24 m sur 5 m, formée d'une soixantaine de pierres de 1,30 m à 1,60 m de haut, et dont une partie est renversée ». Vers 1920, des pierres du site auraient été prélevées par les habitants du bourg de Néant-sur-Yvel pour construire leur maison. Peu à peu le site retombe dans l'oubli et disparaît sous les broussailles.
Jacques Briard y mène une campagne de fouilles en 1983-1984.

## Description
Le site correspond aux vestiges d'un tumulus qui s’élève à environ 0,80 m au dessus du sol naturel. Il mesure 25 m de long côté nord, 23 m de long côté sud pour une largeur comprise entre 5 et 6 m. Le tumulus est orienté est-nord-est/ouest-sud-ouest. Il est délimité par 26 blocs côté nord et 27 blocs côté sud. Tous les blocs utilisés sont en schiste rouge et en poudingue blanc, disposés de manière alternée surtout sur le côté sud. Sur le côté nord, les blocs en poudingue sont plus hauts et majoritaires. Le schiste rouge correspond au substrat rocheux local mais le gisement le plus proche de poudingue est situé à au moins 3 km dans le vallon de Tréhorenteuc. Le tumulus a été très perturbé par des remaniements successifs ou des fouilles clandestines mais la fouille a pu montrer qu'il comportait des structures transversales, comme des cloisons internes, réalisées avec des dalles en schiste. Cette disposition pourrait indiquer que le cairn fut construit en plusieurs étapes.

## Mobilier archéologique
Les restes d'un foyer ont été découverts dans la partie nord. Le mobilier lithique découvert est constitué de deux pointes de flèche à pédoncule et ailerons, d'un grattoir, d'un petit trapèze longiligne, d'éclats de débitage de silex et de quelques percuteurs en quartz. Les tessons de céramique correspondent à des poteries, sans décor et pâte grossière, datées du Néolithique moyen. Une datation au carbone 14 des charbons de bois du foyer correspond à une période calibrée de 2290 av. J.-C. à 1695 av. J.-C.
Le mobilier découvert est assez pauvre mais il couvre une période très longue : le petit trapèze en silex du type Téviec atteste d'une fréquentation du site dès le Mésolithique, avant la construction du tumulus, tandis que le reste du mobilier lithique et la céramique sont attribuables au Néolithique moyen, période probable de construction. Le foyer, daté de l'Âge du bronze, correspondrait à une réutilisation ou une intrusion postérieure. 

## Folklore
Bien que situé dans la forêt de Paimpont, le site n'a pas été associé à la légende arthurienne comme bon nombre d'autres sites mégalithiques. Selon la légende, les seigneurs et les moines de Tréhorenteuc passaient leur temps à ripailler. Un jour, saint Méen les surprit sur la lande et les somma de se confesser et de cesser leurs orgies, ce dont ils n'eurent cure. Ils furent aussitôt changés en pierres à l'endroit même de leur péché. Selon une autre tradition, les pierres seraient les participants à une chasse à courre que le seigneur Gastern de Tréhorenteuc avait mené un jour de Toussaint.